# Fabryka Ferdynanda Goldnera
Fabryka Ferdynanda Goldnera – budynek znajdujący się przy ul. Rewolucji 1905 r. 52 w Łodzi – powstał w latach 1883–1896, należała do Ferdynanda Goldnera.

## Historia
Początkowo funkcjonowała tylko przędzalnia, w 1896 przy fabryce wybudowano tkalnię mechaniczną i farbiarnię.
Po II wojnie światowej w fabryce istniały Zakłady Uszczelnień i Wyrobów Azbestowych „Polonit”.
Po likwidacji zakładów budynek służy Akademii Humanistyczno-Ekonomicznej w Łodzi (do 19 marca 2009 funkcjonującej pod nazwą Wyższej Szkoły Humanistyczno-Ekonomicznej).